# Neurotheologie
Neurotheologie ist ein Ansatz innerhalb der Neurowissenschaften, religiöses Empfinden und Verhalten beziehungsweise Spiritualität und Transzendenzerfahrungen mit den Methoden der Neurobiologie zu erforschen.

## Medizinische Beobachtungen
1975 veröffentlichten Waxman und Geschwind, dass Patienten mit Schläfenlappenepilepsie auffällige Veränderungen in Selbstgefühl und Verhalten entwickelten, unter anderem intensive Religiosität (hyperreligiosity). 1998 veröffentlichte V. S. Ramachandran Verhaltensexperimente mit derselben Art von Patienten, bei denen sich eine erhöhte physiologische Reaktion speziell bei Wörtern religiösen Inhalts gezeigt hatte.

## Neurochemische Beobachtungen
Die psychoaktive Substanz Psilocybin, die in mehr als 200 Pilzarten vorkommt und die eine lange Kulturgeschichte hat, in den 1950ern erstmals popularisiert vom Ehepaar Valentina Pavlovna und R. Gordon Wasson, wurde im Hinblick auf mögliche medizinische Anwendungen erforscht. Die bereits lange bekannte Häufung von spirituellen, religiösen und mystischen Erlebnissen nach Einnahme der Droge wurde in mehreren Studien bestätigt. Auch wurde gezeigt, dass mystische Erfahrungen in Kombination mit Meditation und anderen spirituellen Praktiken zu positiven therapeutischen Ergebnissen führen können.
Untersuchungen der sichtbaren Wirkung von Psilocybin im Gehirn durch bildgebende Verfahren zeigten keine Regionen gesteigerter Aktivität, sondern stattdessen mehrere bedeutende Schaltzentren mit herabgesetzter Aktivität. Als mögliche Erklärung wurde vorgeschlagen, dass durch die (bereits relativ gut bekannten) neurochemischen Effekte von Psilocybin das normale Gleichgewicht neuronaler Informationsflüsse gestört wird.

## Weitere – jedoch nicht reproduzierbare – Experimente
Experimente, in denen mit außen am Kopf angelegten, extrem schwachen magnetischen Feldern bei 80 Prozent der Probanden angeblich das Gefühl der Präsenz einer „höheren Wirklichkeit“ erzeugt werden konnte, machten den kanadischen Neurologen Michael Persinger bekannt. Viele seiner religiösen Probanden sprachen davon, von Gott berührt worden zu sein, Atheisten dagegen von einer gefühlten Verbundenheit mit dem Universum. In einer Doppelblind-Studie einer Gruppe um Pehr Granqvist mit Magnetfeldstimulationen nach Persinger zeigte sich jedoch, dass Probanden, deren Helme (mit den Magnetspulen) nicht aktiviert waren, genauso häufig von spirituellen Erlebnissen berichteten wie jene, deren Helme aktiv waren.
Bildgebende Verfahren setzte Andrew Newberg von der University of Pennsylvania ein, um der Meditationserfahrung neurowissenschaftlich näher zu kommen. Die Ergebnisse bezog er in neurobiologisch begründbare Theorien zur Bildung von Mythen und Ritualen ein. Unabhängige Wiederholungsstudien zeigen aber unterschiedliche Ergebnisse. So fanden Mario Beauregard und Vincent Paquette von der Université de Montréal mehr Gehirnregionen bei Meditationen besonders aktiviert, als Newberg angenommen hatte.
In Deutschland beteiligte sich neben anderen der Hirnforscher Detlef Linke an Debatten zum Thema, auch mit populärwissenschaftlichen Büchern wie Religion als Risiko und mit Vorträgen.

## Religiöse Deutungen
Vereinzelt zu beobachten sind Versuche religiöser Deutungen neurobiologischen Geschehens, etwa bei Laurence McKinneys Buch Neurotheology, das sich um eine neurologische Legitimation des Buddhismus bemüht. Es gibt darüber hinaus Untersuchungen, die philosophische und neurowissenschaftliche Bestätigungen für den im Buddhismus beschriebenen illusionären Charakter des Selbst herausarbeiten wollen, sowie Debatten in der modernen Bewusstseinsphilosophie über die Frage, ob es nicht-selbstbezügliche Erfahrung geben kann.